# Anschlag auf eine Synagoge in Poway
Bei einem Anschlag auf die Chabad-Synagoge in der kalifornischen Kleinstadt Poway kam am 27. April 2019 eine Person ums Leben und drei weitere wurden verletzt.

## Tathergang
Zum Zeitpunkt des Anschlags befanden sich rund 100 Gläubige in der Synagoge, um den letzten Tag des Pessachfestes zu feiern. Nach Angaben der Polizei betrat der Attentäter die Synagoge der Chabad-Gemeinde gegen 11:23 Uhr Ortszeit mit einem Sturmgewehr vom Typ AR-15 und begann unmittelbar, auf die anwesenden Gläubigen zu schießen. Dabei tötete er Lori Gilbert-Kaye, eine 60-jährige Frau, die sich ihm in den Weg gestellt hatte, und verletzte drei weitere Personen, unter ihnen ein 8-jähriges Mädchen und Yisroel Goldstein, den Rabbiner der Gemeinde, der bei dem Anschlag zwei Finger verlor. Zwei der Verletzten gehörten zu einer Familie, die erst 2014 aus der israelischen Stadt Sderot, die häufig Ziel der Raketenangriffe der Terrororganisation Hamas aus dem Gazastreifen ist, in die USA gezogen war. Wegen technischer Probleme mit seiner Waffe gab der Attentäter nur acht bis zehn Schüsse ab, verließ die Synagoge relativ schnell wieder und flüchtete mit einem Auto. Ein außer Dienst befindlicher Beamter des US-Grenzschutzes versuchte noch, auf den flüchtenden Attentäter zu schießen, was ihm aber misslang. Der Attentäter, der selber den Notruf wählte, um den Anschlag zu melden, wurde später festgenommen. In seinem Fahrzeug fand die Polizei fünf geladene Magazine mit 50 Schuss und einen Helm sowie seine Waffe.

## Tatverdächtiger
Als Tatverdächtigen nahm die Polizei den 19-jährige John Earnest aus San Diego fest. Earnest sei vor der Tat noch nicht polizeilich aufgefallen. Kurz vor der Tat wurde ein „offener Brief“ unter seinem Namen auf der Online-Plattform 8chan veröffentlicht. Earnest versuchte außerdem, seine Tat live auf Facebook zu übertragen, was ihm allerdings nicht gelang.
In seinem „offenen Brief“ nimmt Earnest Bezug auf eine Reihe antisemitischer Verschwörungstheorien und Mythen, mit denen er seine Tat begründet. Unter anderem behauptet er, die Juden würden einen Genozid an der „weißen Rasse“ planen. Als Inspirationen für seine Tat nennt er die beiden rechtsextremen Terroristen Brenton Tarrant und Robert Bowers. Bowers verübte exakt sechs Monate vor Earnest ebenfalls einen Anschlag auf eine Synagoge in Pittsburgh und Terrant tötete im März 2019 bei einem Anschlag auf Moscheen im neuseeländischen Christchurch 50 Menschen. Terrant war wie Earnest ebenfalls in einem rechtsextremen Forum auf 8chan aktiv, übertrug sein Attentat live auf Facebook und hinterließ – wie Earnest – ein Manifest, in dem er seine Beweggründe darlegte. Außerdem erklärte Earnest, er sei den 24. März 2019 begangenen Brandanschlag auf eine Moschee in Escondido verantwortlich, bei dem „Für Brenton Terrant“ auf den Parkplatz der Moschee gesprüht worden war.
Ende April 2019 wurde Earnest vor dem San Diego County Superior Court wegen Mordes in einem und versuchten Mordes in drei Fällen sowie dem Brandanschlag auf die Moschee in Escondido angeklagt. Earnest plädiert in allen Anklagepunkten auf „nicht schuldig“. Als Termin für die Gerichtsverhandlung wurde der 2. Juni 2020 festgesetzt.

## Reaktionen
Gavin Newsom, Gouverneur von Kalifornien, Donald Trump, US-Präsident, Mike Pence, US-Vizepräsident, Bernie Sanders, Kamala Harris, Joe Biden und Eric Swalwell, Mitglieder der Demokratischen Partei der Vereinigten Staaten verurteilten allesamt das Attentat und sprachen den Angehörigen ihr Mitgefühl aus, ebenso Benjamin Netanjahu, Ministerpräsident Israels und Reuven Rivlin, Israels Präsident.
Am 29. April verurteilten die Eltern des Verdächtigen die Tat und erklärten: „Zu unserer großen Schande ist er jetzt Teil der Geschichte des Unheils geworden, das am jüdischen Volk seit Jahrhunderten verübt wird.“ Ihr Anwalt wies darauf hin, dass die Familie die Verteidigung von Earnest nicht bezahlen werde, stattdessen könne er von einem öffentlichen Verteidiger vertreten werden.